# المجموعة الإقليمية لكاتالونيا
المجموعة أو الرابطة الإقليمية لكاتالونيا (بالكتالونية: Lliga Regionalista de Catalunya)‏ النطق الكتالاني : [ˈʎiɣə rəʒiunəˈɫistə ðə kətəˈɫuɲə]‏ (1936-1901) هو حزب سياسي يميني كاتالوني إسباني. وكانت له أيديولوجية كاتالونية ملكية محافظة. مارست الرابطة الإقليمية دورًا قياديًا في كاتالونيا منذ بداية القرن العشرين حتى إعلان الجمهورية الإسبانية الثانية سنة 1931 عندما بدأت حركة يسار كتالونيا الجمهوري (ERC) تهيمن على القومية الكاتالونية. وفي سنة 1933 نتيجة لفقدان هيمنته السياسية السابقة غيَّر الحزب اسمه إلى الرابطة الكاتالونية (بالكتالونية: Lliga Catalana)‏. استمر الحزب متماسكا حتى توقف نشاطه تماما مع اندلاع الحرب الأهلية. ومن أعضائه البارزين إنريك برات دي لا ريبا وفرانسيسك كامبو وأوغيتي رييرا إي باو وجوان فينتوزا ورامون دبدال آي كالديرو.
أما الجهاز الصحفي للرابطة فهو جريدة (بالكتالونية: La Veu de Catalunya)‏ (1936-1899).

## البداية
نشا الحزب يوم 25 أبريل 1901 نتيجة لدمج المركز الوطني كاتالوني (بالكتالونية: Centre Nacional Català)‏ والاتحاد الإقليمي (بالكتالونية: Unió Regionalista)‏. وظهر بأنه حزب إقليمي ومستقل، وتكون من 4 كوادر سياسية كتلانية. وحدث دمج الرابطة بنفس السنة بفضل ما سمى فوز المرشحين «الزعماء الأربعة» في انتخابات مايو 1901. والمرشحين هم: سباستيان تورس وألبرتو رسنيول وبارتولومي روبرت ولويس دومنيتش.
وفي سنة 1906 عانت المجموعة من الانقسام حيث قادها عدة شخصيات غير راضية عن موقف الحزب أمام زيارة الملك ألفونسو الثالث عشر لبرشلونة. وانتهي الأمر بالانضمام مجموعة منها إلى المركز القومي الجمهوري وهو حزب كاتالوني ذو أيديولوجية جمهورية، وأيضا حول صحيفته El Poble Català.

## السنوات الأولى
انضمت المجموعة سنة 1906 إلى التحالف الانتخابي «التحالف الكاتالوني» الذي اتحد فيه معظم الجمهوريين -ما عدا حزب اليخاندرو لروكس- والكاتالان (الاتحاد الكاتالاني والمركز القومي الجمهوري مع المجموعة الإقليمية) بالإضافة إلى الكاتاليين الكارليين. كانت نجاحاتهم مذهلة بحشدهم مظاهرات ضخمة مثل التي جرت في برشلونة يوم 20 مايو 1906 والتي جمعت 200,000 شخص. وفي انتخابات أبريل 1907 حقق الائتلاف نجاحًا مدويًا، حيث نال على 41 مقعدًا من 44 مقعدًا من مقاعد كاتالونيا. مثلت هذه التجربة لحظة مهمة للرابطة التي تمكنت من الوصول إلى موقف سياسي مهم. ومع ذلك فإن الأطراف التي كانت جزءًا من الائتلاف لديها مصالح متباينة جدا، مما أدى بالنهاية إلى بعض الاحتكاكات. فبدأت الرابطة بالتغلب عليها عن طريق مبادرات الأجنحة اليسارية، والأنشطة التي قامت بها القوى اليسارية المتشددة، حيث خشي كامبو وبرات دي لاريبا من أن تكون الرابطة قد فقدت موقعها المهيمن داخل التحالف. ولكن بالنهاية تفكك «التحالف الكاتالوني» بسبب دعم الرابطة الإقليمية لمشروع قانون الإدارة المحلية الذي قدمته حكومة أنطونيو مورا، فقد يفتح المشروع بابا لإنشاء مجلس لتنظيم إقليمي [الإنجليزية] يدير خدمات معينة، ويمكن أن يكون هيئة تمثل كاتالونيا كلها.
حتى ذلك الحين كانت الرابطة تسير إلى جانب القومية الكاتالونية، بالرغم من أنها بدأت في تلك الفترة بالبروز في مشاريع أخرى مثل المشروع القومي لجزء من كاتالونيا والتي لم تكن تمثل جميع الأطياف الاجتماعية. إلا أنها استمرت في احتلال فضاء كاتالونيا السياسي للطبقات الوسطى. ومنذ ذلك التاريخ بدأ الحزب في ممارسة سياسة التفاهم والتفاوض مع الحكومة المركزية في مدريد. بفضل النشاط الذي قام به برات دي لاريبا ظهر أحد الإنجازات الرئيسية للرابطة وهو إنشاء كومنولث كاتالونيا في 6 أبريل 1914، وهي هيئة إقليمية جديدة لدمج مجالس المقاطعات الكاتالونية الاربعة تحت إدارة واحدة. وبعد عدة أشهر من المناقشات مع رئيس الوزراء إدواردو داتو شكل الكومنولث بدمج مقاطعات برشلونة وجرندة ولاردة وطراغونة والتي أعطت سلطاتها إلى الكومنولث.
ولتحقيق القدرة التشريعية التي كان الكومنولث يفتقر إليها قاد فرانسيسك كامبو زعيم المجموعة بعد وفاة برات دي لاريبا سنة 1917 بصياغة مشروع قانون الحكم الذاتي لكاتالونيا 1919 [الإنجليزية]. تمت الموافقة على النظام الأساسي الذي صاغه الكومنولث والبرلمانيين الكاتالونيين، في 26 يناير 1919، لكن رفضه الكورتيس في وقت لاحق.

## المشاركة في حكومة الإئتلاف الوطني

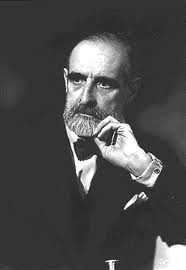
فرانسيسك كامبو.

مع أزمة النظام الملكي ومن خلال فرانسيسكو كامبو، وافقت المجموعة في نوفمبر 1917 على المشاركة في حكومة ائتلاف وطنية. وحث رايموندو دي أبدال كالديرو رئيس الحكومة الجديد بتوسيع الإيديولوجية الفيدرالية إلى بقية إسبانيا، وبلغ صداها منطقة فالنسيا وأراغون وغاليسيا ومقاطعات اقليم الباسك وجزر البليار. فقام أعضاء المجموعة بعمل اجتماعات ومؤتمرات للدعوة الإقليمية والحصول على الدعم لسياسة المجموعة الإقليمية. إلا أن نتائج الانتخابات 1918 عكست التأييد الضعيف خارج كاتالونيا، فدفعت أزمة الحكومة الجديدة بين سانتياغو ألبا وكامبو وبين وزير التنمية إلى إخراج المجموعة الإقليمية خارج الحكومة والعودة بهم إلى المعارضة، حيث تعاونت الحركة لصالح الحكم الذاتي لكاتالونيا في نوفمبر 1918. وكان ثلاثة من أعضائها من ضمن اللجنة التي صاغت النظام الأساسي للحكم الذاتي الذي سُلِّم للحكومة مما تسبب بأزمة جديدة.
حاول كامبو إبقاء الرابطة بعيدًا عن الصراع بين اليسار الكاتالوني والنظام الملكي، ولكن ثورات العمال التي بلغت ذروتها في إضراب لا كاناديني (فبراير-مارس 1919) وظهور الاتحاد الوطني الملكي الذي أراد كسب تأييد العناصر المحافظة في الرابطة جعلهم في وضع صعب للغاية. على الرغم من هذا والأزمة الصناعية في العشرينيات تمكنت الرابطة من الحصول على نتائج جيدة في كاتالونيا خلال انتخابات 1920 و1923. وبعد الهزيمة في معركة أنوال سنة 1921 تم تعيين فرانشيسك كامبو وزير المالية لحكومة جديدة.

## انقلاب بريمو دي ريفيرا
بالنظر إلى تصفية السياسة التي بدأها كانوباس ديل كاستيو والتأمين من مشاكل العمال، نظرت الرابطة بتعاطف إلى انقلاب بريمو دي ريفيرا في 13 سبتمبر 1923. لمواجهة الصراعات المستمرة بين أرباب العمل الكاتالونية مع العمال والنقابات. لذلك عبر كامبو مثل الكثير من البورجوازية الكاتالونية عن رغبته في إقامة ديكتاتورية لاستعادة النظام العام:
لكن عندما أظهر بريمو دي ريفيرا نواياه الحقيقية، حاول الحزب تقديم احتجاج إلى ألفونسو الثالث عشر، ولكن أصبح غير قانوني (مثل باقي الأحزاب السياسية الإسبانية). وقد حلت مراكزه أو اغلقت، وقدمت صحيفة La Veu de Catalunya إلى الرقابة المسبقة المفروضة على الصحافة.

## فقدان الهيمنة في كاتالونيا
تمكنت المجموعة الإقليمية بعد سقوط الدكتاتورية في يناير 1930 من العودة إلى مسرح الأحداث، ولكن مرض فرانسيسك كامبو والشعبية الكبيرة لفرانسيسك ماسيا مؤسس يسار كتالونيا الجمهوري (ERC) قلل من فعالية الرابطة. فبدأت إعادة هيكلة الرابطة وتغيير في الإستراتيجية التي تمحورت حول أطروحة كامبو في كتابه الوفاق (1930. كتبت في 1927). وشاركت الرابطة في آخر حكومة ملكية، لكن نتائج الانتخابات البلدية في 12 أبريل 1931 مع فوز ERC ونفي ألفونسو الثالث عشر، أجبرتها على تغيير التكتيكات. فعرض رايموندو دي أبدال دعمه لحزب (ERC) في نضاله من أجل الحكم الذاتي لكاتالونيا وقبل تغيير النظام. ولكنه لم يتمكن في الانتخابات التأسيسية لسنة 1931 من الحصول على أكثر ثلاثة نواب في الكورتيس خينيراليس.
تعاونت الرابطة في الاستفتاء على النظام الأساسي في أغسطس 1931، واستغلت انهيار ليروكس انتخابيا والانقسامات في حزب العمل الكتالاني لتحسن وجودها في أول انتخابات لبرلمان كاتالونيا، التي ضمت الكيانات المحافظة وكونها أقوى المعارضة بوجود 16 عضو برلماني. وفي سنة 1933 غيَّرت المجموعة الإقليمية لكاتالونيا اسمها إلى الرابطة الكاتالونية (بالكتالونية: Lliga Catalana) بهدف تعزيز موقعها ومحاولة لاستعادة صدارتها السياسية السابقة.
وتحسنت الرابطة كثيرا في الانتخابات البرلمانية لسنة 1933 حيث تمكنت من نيل 24 مقعدا، وتغلبت لأول مرة على ERC في مرحلة الجمهورية. وقد سمح لها بالقيام بدور أكبر في إدارة الجمهورية بانسجام مع خوسيه ماريا جيل روبلز زعيم «CEDA» وبروح أكثر حوارية تميزت بعودة فرانشيسك كامبو إلى البرلمان. ولكنها فشلت في التغلب على (ERC) في الانتخابات البلدية الكاتالانية في 1934. ساعد فشل ثورة 1934 وإعلان الدولة الكاتالونية [الإنجليزية] في أكتوبر 1934 على يد الرئيس لويس كومبنيس بقيام حكومة الجمهورية بتعليق الحكم الذاتي الكاتالوني. وقد شاركت الرابطة في مجلس الحكم المسمى "Consell de la Generalitat" المعين من الحكومة المركزية حتى انتخابات فبراير 1936 أدت إلى استعادة لويس كومبنيس منصبه رئيسا لحكومة كتالونيا. وفي تلك الانتخابات نالت الرابطة على 12 مقعدا لتشكل جزءًا من الكتلة المحافظة مع CEDA بزعامة جيل روبلز.
أدى فشل الانقلاب العسكري شهر يوليو 1936 في برشلونة والعمليات الثورية اللاحقة التي ساعدت على تشكيل ميليشيات مسلحة تابعة للمنظمات اليسارية، إلى قمع شديد على المتعاطفين مع الرابطة الذين نُظِر إليهم على أنهم تعاونوا مع المتمردين. وأخيرا أتت الحرب الأهلية التي انهت الرابطة الكاتالونية ودمج نشطائها في حزب واحد أنشأه الجنرال فرانكو.

## نتائج الانتخابات

### مجلس النواب
| انتخابات | % نسبة الأصوات | المقاعدة الحائزة | +/–  | زعيم القائمة              | ملاحظة                                  |
| -------- | -------------- | ---------------- | ---- | ------------------------- | --------------------------------------- |
| 1901     |                | 6 / 402          | -    | بارتولومي روبرت           |                                         |
| 1903     |                | 5 / 403          | ▼ 1  |                           |                                         |
| 1905     |                | 7 / 403          | ▲ 2  |                           |                                         |
| 1907     |                | 14 / 404         | ▲ 7  | إنريك برات دي لا ريبا     | ضمن ائتلاف «التكتل الكاتالوني».         |
| 1910     | 2,7%           | 10 / 404         | ▼ 4  | إنريك برات دي لا ريبا     |                                         |
| 1914     | 3,43%          | 13 / 408         | ▲ 4  | فرانسيسك كامبو            |                                         |
| 1916     | 3,43%          | 13 / 408         | 0    | إنريك برات دي لا ريبا     |                                         |
| 1918     | 5,13%          | 21 / 409         | ▲ 8  | فرانسيسك كامبو            |                                         |
| 1919     | 3,42%          | 14 / 409         | ▼ 7  | فرانسيسك كامبو            |                                         |
| 1920     | 3,42%          | 15 / 437         | ▲ 1  | فرانسيسك كامبو            |                                         |
| 1923     | 4,89%          | 20 / 437         | ▲ 5  | فرانسيسك كامبو            |                                         |
|          |                |                  |      |                           |                                         |
| 1931     | 0,4%           | 2 / 470          | -    | فرانسيسك كامبو، ب. راخولا |                                         |
| 1933     | 5,1%           | 24 / 473         | ▲ 22 | فرانسيسك كامبو            |                                         |
| 1936     | 2,5%           | 12 / 473         | ▼ 12 | فرانسيسك كامبو، ب. راخولا | تصدرت الرابطة "جبهة النظام الكاتالوني". |

### برلمان كاتالونيا
| الانتخابات | % نسبة الأصوات | المقاعد الحائزة | +/– | زعيم القائمة | ملاحظة                  |
| ---------- | -------------- | --------------- | --- | ------------ | ----------------------- |
| 1932       | 27%            | 16 / 85         | -   | خوان فنتوزا  | ضمن ائتلاف ميثاق الوطن. |

## قائمة المراجع
- Buffery، Helena؛ Marcer، Elisenda (2011). Historical Dictionary of the Catalans. The Scarecrow Press.{{استشهاد بكتاب}}:  صيانة الاستشهاد: أسماء متعددة: قائمة المؤلفين (link)
- De la Granja، José Luis؛ Beramendi، Justo؛ Anguera، Pere (2001). La España de los nacionalismos y las autonomías. Madrid: Síntesis. ISBN:84-7738-918-7. {{استشهاد بكتاب}}: الوسيط غير المعروف |enlaceautor3= تم تجاهله (مساعدة) والوسيط غير المعروف |enlaceautor= تم تجاهله يقترح استخدام |author-link= (مساعدة)صيانة الاستشهاد: أسماء متعددة: قائمة المؤلفين (link)
- De Riquer، Borja (2013). Alfonso XIII y Cambó. La monarquía y el catalanismo político. ISBN:978-84-9006-594-5. {{استشهاد بكتاب}}: الوسيط غير المعروف |editorial= تم تجاهله يقترح استخدام |publisher= (مساعدة)، الوسيط غير المعروف |enlaceautor= تم تجاهله يقترح استخدام |author-link= (مساعدة)، والوسيط غير المعروف |ubicación= تم تجاهله يقترح استخدام |location= (مساعدة)صيانة الاستشهاد: أسماء متعددة: قائمة المؤلفين (link)
- Ehrlich، Charles E. (2004). Lliga regionalista. Lliga Catalana 1901-1936. Barcelona: Instituto Cambó/Editorial Alpha.{{استشهاد بكتاب}}:  صيانة الاستشهاد: أسماء متعددة: قائمة المؤلفين (link)
- González Casanova، José Antonio (1979). Federalismo y Autonomía. Cataluña y el Estado Español 1868-1938. Crítica.{{استشهاد بكتاب}}:  صيانة الاستشهاد: أسماء متعددة: قائمة المؤلفين (link)
- Guereña، Jean-Louis؛ Morales Muñoz، Manuel (2006). Los nacionalismos en la España contemporánea. Ideologías, movimientos y símbolos. Diputación de Málaga.{{استشهاد بكتاب}}:  صيانة الاستشهاد: أسماء متعددة: قائمة المؤلفين (link)
- Hernández Sánchez، Antonio (2000). Nacionalismo. Pasado, presente y futuro. Ediciones de la Universidad de Castilla-La Mancha.{{استشهاد بكتاب}}:  صيانة الاستشهاد: أسماء متعددة: قائمة المؤلفين (link)
- Molas، Isidre؛ Jiménez de Parga، Manuel (1972). Lliga catalana (1933-1936): un estudi d'Estasiología. Universidad, Facultad de Derecho. ISBN:9788429708585. مؤرشف من الأصل في 2022-07-06. {{استشهاد بكتاب}}: الوسيط غير المعروف |fechaacceso= تم تجاهله يقترح استخدام |access-date= (مساعدة)صيانة الاستشهاد: أسماء متعددة: قائمة المؤلفين (link)
- Moreno Luzón، Javier (2009). Restauración y Dictadura. Vol. 7 Historia de España dirigida por Josep Fontana y Ramón Villares. ISBN 978-84-4423-921-8. {{استشهاد بكتاب}}: الوسيط غير المعروف |capítulo= تم تجاهله (مساعدة)، الوسيط غير المعروف |editorial= تم تجاهله يقترح استخدام |publisher= (مساعدة)، الوسيط غير المعروف |enlaceautor= تم تجاهله يقترح استخدام |author-link= (مساعدة)، والوسيط غير المعروف |ubicación= تم تجاهله يقترح استخدام |location= (مساعدة)صيانة الاستشهاد: أسماء متعددة: قائمة المؤلفين (link)
- Navarra Ordoño، Andreu (2013). La región sospechosa. La dialéctica hispanocatalana entre 1875 y 1939. Universidad Autónoma de Barcelona. ISBN:978-84-490-2984-4.{{استشهاد بكتاب}}:  صيانة الاستشهاد: أسماء متعددة: قائمة المؤلفين (link)
- Sabaté، Modest (1969). Història de la Lliga. Editorial Brugera.{{استشهاد بكتاب}}:  صيانة الاستشهاد: أسماء متعددة: قائمة المؤلفين (link)

## وصلات خارجية
- Grau Mateu, Josep. La Lliga Regionalista y la Lengua Catalana (1903-1923) UPF, ISBN B. 26980-2004 / 84-688-6833-7 (en catalán).